# 麥田守望者 (樂隊)
麥田守望者是一支來自中國北京的搖滾樂隊，成立於1994年10月。現在由蕭瑋（主唱兼吉他手），劉樂（吉他手），大樂（貝斯手），蘇陽（鼓手）組成。

## 簡介
麥田守望者成立於1994年10月，當時由蕭瑋（主唱兼吉他手），劉恩（吉他手），大樂（貝斯手），蘇陽（鼓手）組成。同年12月於北京軒豪夜總會首次演出。1996年簽約紅星生產社，同年蕭瑋、大樂、蘇陽與付翀，眼鏡蛇樂隊的肖楠、林雪、虞進，殤樂隊的劉樂組成毛毛蟲大樂隊，翻唱The Cure樂隊作品。1997年，麥田守望者錄製首張同名專輯《麥田守望者》，毛毛蟲大樂隊解散。1998年8月，《麥田守望者》發行，風格以流行朋克和英式搖滾作品為主。
2000年2月，《Save As...》發行，在此期間，樂隊創作以鍵盤為主，因此作品電子化，氣氛低沉憂傷。
2003年，麥田守望者與紅星生產社解約，並於2004年加入太合麥田唱片公司。
2006年麥田守望者成為綠色和平組織志願者，被授予“森林守望者”稱號，蕭瑋並獲邀親自前往巴布亞新幾內亞考察。同年6月樂隊發行第三張專輯《我們的世界》，回歸吉他搖滾，但與《麥田守望者》中的流行朋克作品不同，《我們的世界》中的作品偏向英式搖滾、老搖滾和post-rock。
2007年7月發行精選集《所有你想要的 (Best of 1997 － 2007)》，收錄樂隊為綠色和平創作的作品Green的英文版，同年8月，與同唱片公司歌手李宇春合唱、共同推出Green中文版EP，同時赴香港參加“人山人海擁抱綠色和平音樂會”演唱會，在台上與香港組合at17合唱Green中文版。

## 成員
- 蕭瑋 - 主唱、吉他手（1994年起）....
- 劉樂 - 吉他手（1999年起）
- 大樂 - 貝斯手（1994年起）
- 蘇陽 - 鼓手（1994年起）

### 已離團成員
- 劉恩 - 吉他手（1994年—1998年）
- 黎鵬 - 鍵盤手（2001年—2005年）

## 作品

### 專輯
- 1998年8月 - 《麥田守望者》
- 2000年2月 - 《Save As...》
- 2006年6月 - 《我們的世界》

### 精選集
- 2007年7月 - 《所有你想要的 (Best of 1997 － 2007)》

### EP
- 2007年8月 - Green (中文版) Featuring 李宇春

### 宣傳單曲
- 2005年12月 - 《The Perfect Day》（數字下載）
- 2006年 - Super Star
- 2006年 - 《一意孤行》
- 2007年 - 《所有你想要的/Green》

### 參與合輯
- 1996年 - 《紅星四號》

- 收錄：《無題》、《犧牲》

- 1998年 - 《摩登天空2》

- 收錄：My Sunday

- 1998年 - 《紅星震撼1號》

- 收錄：My Sunday （延長混音）

- 1999年 - 《紅星六號》

- 收錄：《大鬧天宮》

- 2000年 - 《超高壓2000伏》

- 收錄：OK?!

- 2000年 - 《卓越2000》

- 收錄：《時間潛艇》、《電子祝福》、《卓越2000》（參與合唱）

- 2004年 - 《紅星音樂十周年音樂紀念特輯》

- 收錄：《在路上》

- 2005年 - 《我的祖國》

- 收錄：《太陽島上》

## 重要演出
- 1994年12月25日 - 北京軒豪夜總會首次正式演出
- 1998年5月8日 - 參與香港“Levis Body Language Battle of the Band”演唱会
- 1999年11月24日 - 香港會展中心新翼王菲拉闊音樂會，與張亞東出任嘉賓
- 2000年3月24日 - 北京師範大學《Save As...》專輯發布會
- 2000年4月6日 - 意大利都靈“BIG Torino 2000-International Biennial of Young Creativity”文化交流活动
- 2004年12月3日 - 北京無名高地酒吧“1，2，3，開始！”成軍10年演出
- 2005年12月2日 - 北京無名高地酒吧“Friday I'm In Love”演出
- 2006年5月3日 - 北京“綠色與和平”謎笛音樂節MIDI主舞台
- 2006年5月4日 - 北京朝陽公園“第三屆朝陽音樂節”
- 2006年7月5日 - 北京男孩女孩酒吧《我們的世界》專輯發布會
- 2006年12月2日 - 北京男孩女孩酒吧“The Saturday Afternoon”演出
- 2007年5月6日 - 北京朝陽公園“第四屆朝陽音樂節”
- 2007年6月5日 - 北京星光現場“所有你想要的”新浪歌友會
- 2007年8月21日 - 任香港“人山人海擁抱綠色和平音樂會”嘉賓
- 2007年8月22日 - 香港尖沙咀M1 Bar & Lounge專場演出
- 2007年9月21日 - 北京Mao Live House專場演出
- 2007年10月3日 - 北京摩登天空音樂節演出
- 2007年11月28日- 香港浸會大學-人文素質課程:[麥田校園音樂會]

## 外部連結
- 官方網站
- 樂隊blog （页面存档备份，存于）
- 绿色和平：萧玮出使天堂雨林 （页面存档备份，存于）